# Онжо
Онжо (фр. Anjeux) насеље је и општина у источној Француској у региону Франш-Конте, у департману Горња Саона која припада префектури Лир.
По подацима из 2011. године у општини је живело 157 становника, а густина насељености је износила 18,03 становника/km². Општина се простире на површини од 8,71 km². Налази се на средњој надморској висини од 272 метара (максималној 303 m, а минималној 227 m).

## Демографија
| 1962. | 1968. | 1975. | 1982. | 1990. | 1999. | 2011. |
| ----- | ----- | ----- | ----- | ----- | ----- | ----- |
| 164   | 191   | 160   | 151   | 167   | 165   | 157   |

График промене броја становника у току последњих година